# Gernkogel
Gernkogel är ett berg i Österrike.   Det ligger i distriktet Zell am See och förbundslandet Salzburg, i den centrala delen av landet, 300 km väster om huvudstaden Wien. Toppen på Gernkogel är 2 267 meter över havet, eller 31 meter över den omgivande terrängen. Bredden vid basen är 0,48 km.
Terrängen runt Gernkogel är bergig åt sydost, men åt nordväst är den kuperad. Runt Gernkogel är det ganska glesbefolkat, med 34 invånare per kvadratkilometer.. Närmaste större samhälle är Westendorf, 18,5 km norr om Gernkogel. 
Trakten runt Gernkogel består i huvudsak av gräsmarker.